# Ben Challum
Der Ben Challum (auch Beinn Challuim oder Beinn Chaluim) ist ein 1.025 m (3.363 ft) hoher Berg in Schottland. Sein gälischer Name bedeutet Malcolms Berg. Die Namensgebung bezieht sich wohl ursprünglich auf den Heiligen Columban von Iona (Colum Cille auf Gälisch), der in der Region als Missionar tätig war. Westlich des Bergs lag im Strathfillan eine vom aus Iona stammenden Heiligen Fillan gegründete Abtei, deren Ruinen noch am West Highland Way zwischen Crianlarich und Tyndrum zu sehen sind. Wahrscheinlich ist der Name des Bergs auf Mönche dieser Abtei zurückzuführen. Der Berg ist als Munro eingestuft und liegt in der Council Area Stirling, etwa zehn Kilometer nördlich von Crianlarich am westlichen Talende von Glen Lochay.

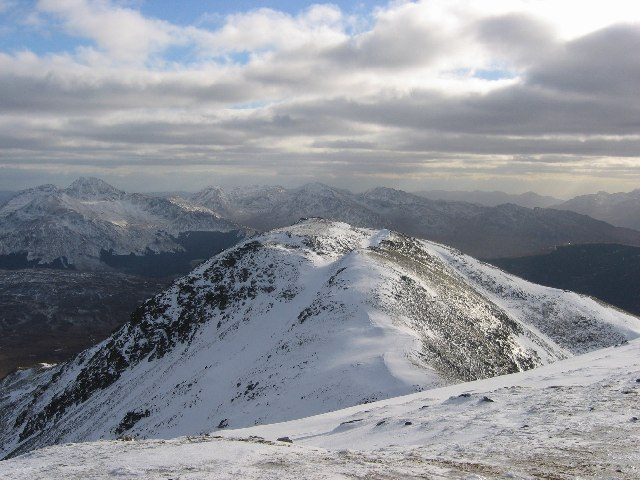
Blick vom Hauptgipfel auf den südlichen Vorgipfel

Von Süden ist der Ben Challum ein breiter, grasiger Berg, dessen Gipfel vom Tal aus dank eines vorgelagerten Nebengipfels nicht sichtbar ist. Nach Norden und Nordosten fällt er jedoch mit steilen, felsdurchsetzten Hängen ins Glen Lochay ab. Der Berg besitzt einen ungefähr dreieckigen Aufbau, die daraus resultierenden drei Berggrate fallen nach Süden in das Strathfillan, nach Westen in Richtung Tyndrum und nach Osten in das Glen Lochay ab. Der im Süden vorgelagerte Nebengipfel erreicht eine Höhe von 998 Metern und ist dem Hauptgipfel in etwa 600 Metern Luftlinie vorgelagert. Nach Südosten ist er durch die in einer Höhe von etwa 400 Metern liegende Wasserscheide zwischen dem Glen Lochay und dem Strath Fillan vom benachbarten Massiv des Meall Glas getrennt.
Bestiegen wird der Ben Challum in der Regel über den Südgrat unter Überschreitung des Nebengipfels. Ausgangspunkt ist die am West Highland Way und der A82 gelegene Farm Kirkton zwischen Crianlarich und Tyndrum. Von dort führt der Anstieg nach Überquerung der West Highland Line steil nach Nordosten. Wesentlich länger, dafür landschaftlich eindrucksvoller ist der Zustieg von Osten durch das obere Glen Lochay, Ausgangspunkt ist die kleine Ansiedlung Kenknock. 